# Serge Giguère
Pour les articles homonymes, voir Giguère.
Serge Giguère est un réalisateur, directeur de la photographie et monteur, né en 1946 à Arthabaska (aujourd'hui Victoriaville), au Canada. D'abord directeur photo, il signe les images d'une soixantaine de films, majoritairement des documentaires, et s'impose comme l'une des figures majeures du cinéma québécois,. Documentariste humainement engagé, il co-fonde Les Films d’aventures sociales du Québec en 1974, puis Les Productions du Rapide-Blanc en 1984,. Sa carrière est notamment honorée par une retrospective au Festival Hot Docs (2006) et le Prix du Gouverneur général en arts visuels et en arts médiatiques (2008),.

## Biographie

### Débuts de carrière

#### À la caméra
En 1969, Serge Giguère fait une rencontre décisive avec Marcel Carrière, venu donner une formation à l'Université du Québec à Montréal tandis qu'il y étudie en histoire de l'art. Initialement attiré par la pellicule 16mm, il décide alors de tenter sa chance en travaillant comme deuxième assistant opérateur sur plusieurs films et séries télévisées, dont Pile ou face de Roger Fournier, Les mâles de Gilles Carle, Urbanose de Michel Régnier, Temiscaming, Quebec de Martin Duckworth ou 24 heures ou plus de Gilles Groulx.
Jusqu'à la fin des années 1970, Serge Giguère poursuit sa carrière en tant qu'assistant à la caméra auprès de grands noms du cinéma direct, comme Arthur Lamothe, Jean-Claude Labrecque et Pierre Perrault. Durant cette période foisonnante, il apprend les rudiments de la direction photo avec Guy Borremans et Bernard Gosselin : si l'audace formelle du premier l'impressionne, notamment dans sa manière de repousser les limites de la pellicule, c'est surtout la caméra à hauteur d'homme et le sens de l’écoute du second qui forgent son cinéma d'auteur documentariste,.

#### À la réalisation
En 1974, Serge Giguère et Robert Tremblay fondent la société de production Les Films d'aventures sociales du Québec et coréalisent trois films, dont deux fictions (Toul Québec au monde sua jobbe et Pow pow té mort ou ben j'joue pu). Bien que ces derniers présentent un point de vue critique sur la société capitaliste, le documentaire Belle famille (1978), tourné pendant six années, convainc davantage. Et en partie, parce qu'il contient des éléments propres au cinéma de Giguère : une longue fréquentation de ses personnages, un interêt porté aux gens d'origine modeste et une volonté éthique de regard documentaire.
Au début de la décennie 1980, Serge Giguère coréalise deux documentaires avec Sylvie Van Brabant, sa compagne d'alors, dont Depuis que le monde est monde, coréalisé avec Louise Dugal. De facture plus classique, ce long métrage articule avant tout une réflexion sur l'accouchement, à la maison ou à l'hôpital, et incidemment, sur la place des sages-femmes dans le système de santé québécois. Après dix ans de collaboration, Giguère quitte Les Films d'aventures sociales du Québec pour cofonder Les Productions du Rapide-Blanc avec Van Brabant, aspirant l'un et l'autre à plus de liberté artistique.

### Parcours d'un cinéaste à l'écoute

#### Comme directeur de la photographie
En 1984, le film de fiction Jacques et Novembre de Jean Beaudry et François Bouvier, dans lequel Serge Giguère signe les images 16mm, témoigne non seulement de sa maîtrise de la caméra, mais d'un certain avant-gardisme,. Il devient alors rapidement un directeur photo prisé dans le milieu du cinéma québécois et en particulier sur les tournages documentaires : en attestent ses multiples collaborations avec Sylvie Van Brabant (notamment sur Remous et Seul dans mon putain d'univers), Fernand Bélanger (De la tourbe et du restant, Passiflora, Le trésor Archange), Maurice Bulbulian (L'art de tourner en rond, Chroniques de Nitinaht), Jean-Daniel Lafond (Tropique nord, Le cabinet du docteur Ferron), Carole Laganière (Un toit, un violon, la lune et Country) ou encore, avec Lucie Lambert (Paysage sous les paupières, Avant le jour, Le Père de Gracile).
À l'image de son cinéma d'auteur documentariste, son regard est décrit comme étant aussi discret qu'efficace, toujours à l'écoute des gens qu'il filme,. Sa caméra, souvent portée à l'épaule, s'applique à se faire oublier, en évitant autant que possible les artifices comme les zooms ou les gros plans, quitte à parfois privilégier les plans séquences,. Philippe Lavalette, également directeur de la photographie et réalisateur établi au Québec, résume le style de Serge Giguère ainsi : « [il] privilégie le tournage à l'épaule, proche de [ses] personnages, à hauteur d'homme, sans fioritures [et] le plus souvent avec l'éclairage ambiant [...]. L'esthétique passe au second plan, l'émotion d'abord ».

#### Comme réalisateur
Oscar Thiffault (1987), tourné pendant quatre ans, sans argent et des restes de pellicule, marque les véritables débuts de Serge Giguère en tant qu'auteur documentariste : en héritier du cinéma direct, le réalisateur et directeur photo prend le temps d'écouter, de témoigner et d'archiver, tout en laissant libre cours à de réelles ambitions esthétiques, qu'il module en fonction de ses personnages, souvent hauts en couleur,,. Moyen métrage devenu emblématique des racines populaires des Productions du Rapide-Blanc et du cinéma de Giguère, Oscar Thiffault fait l'ouverture des Rendez-vous du cinéma québécois (aujourd'hui les Rendez-vous Québec Cinéma) et remporte notamment le Prix de l'AQCC du meilleur moyen métrage.
Les deux moyens métrages Le roi du drum (1991) et 9, Saint-Augustin (1995) sont également récompensés par l'Association québécoise des critiques de cinéma, formant alors un triptyque où Serge Giguère développe son style, autant sur le plan de la forme que du fond (rapport au temps et au réel, complicité avec ses personnages, place de l'humour et de l'imaginaire, mémoire individuelle et collective, etc.),.
Cinéaste à l'écoute, en particulier des figures culturelles issues du prolétariat québécois, ses films sont des portraits avant d'être des documentaires et par conséquent, Giguère n'est jamais aussi en maîtrise que lorsqu'il peut travailler « avec » et non seulement « sur » ses sujets,. En atteste le succès de À force de rêves (2006), que plusieurs considèrent comme le couronnement de sa carrière, ainsi que Le Mystère MacPherson (2014) : le premier déployant une mosaïque de portraits, notamment récompensé par un Prix spécial du jury dans la catégorie « Meilleur long métrage canadien » au Festival Hot Docs, et le second s'attardant entre autres à la démarche créative de Martine Chartand, à son tour distingué du Prix Jutra du meilleur long métrage documentaire,.

## Filmographie sélective

### En tant qu'assistant à la caméra
- 1971 : Pile ou face de Roger Fournier
- 1971 : Les mâles de Gilles Carle
- 1972 : Urbanose (série télévisée en 15 épisodes) de Michel Régnier
- 1973-1981 : La terre de l'homme (série télévisée en 4 épisodes) d'Arthur Lamothe[8],[28]
- 1975-1976 : Carcajou et le péril blanc (série télévisée en 8 épisodes) d'Arthur Lamothe
- 1975 : Jean Carignan, violoneux de Bernard Gosselin[29]
- 1976 : Temiscaming, Quebec de Martin Duckworth
- 1977 : 24 heures ou plus… de Gilles Groulx
- 1977-1980 : La belle ouvrage (série télévisée en 11 épisodes) de Bernard Gosselin et Léo Plamondon
- 1979 : L'affaire Coffin de Jean-Claude Labrecque
- 1980 : Le pays de la terre sans arbre ou le Mouchouânipi de Pierre Perrault
- 1980 : Gens d'Abitibi de Pierre Perrault
- 1983 : Mémoire battante (série télévisée en 3 épisodes) d'Arthur Lamothe
- 1983 : Lucien Brouillard de Bruno Carrière

### En tant que directeur de la photographie
- 1972 :  Les étoiles et autres corps (court métrage) de Paul Tana
- 1975 : Comptines (court métrage) de Manon Barbeau
- 1976 : Ti-Dré (moyen métrage) de Annick de Bellefeuille
- 1976 : À Maison (court métrage) de lui-même (également monteur)
- 1977 : C'est l'nom d'la game (moyen métrage) de Sylvie Van Brabant
- 1977 : Retour au pays d'en bas de Jean-Claude Coulbois
- 1978 : Toul Québec au monde sua jobbe (moyen métrage) de Jacques Dufresne, Robert Tremblay et lui-même
- 1978 : Toute ma vie au service des riches (moyen métrage) de Robert Tremblay et lui-même
- 1978 : Belle famille de Robert Tremblay et lui-même (également producteur)
- 1978 : Le Grand Remue-ménage de Francine Allaire et Sylvie Groulx
- 1978 : D'abord ménagères de Luce Guilbeault
- 1979 : Pow Pow té mort ou ben j'joue pu (court métrage) de Robert Tremblay et lui-même
- 1979 : Y’a toujours moyen d’les donner (moyen métrage) de Jean-Claude Coulbois
- 1979 : Une histoire à se raconter de Viateur Castonguay
- 1979 : De la tourbe et du restant de Fernand Bélanger
- 1980 : Les Grands Enfants de Paul Tana
- 1981 : Luttes d'ici, luttes d'ailleurs (moyen métrage) de Sophie Bissonnette
- 1981 : Depuis que le monde est monde de Louise Dugal, Sylvie Van Brabant et lui-même (également monteur)[3]
- 1981 : Bill Lee: A Profile of a Pitcher de Bill Reid
- 1982 : Le doux partage (court métrage) de Sylvie Van Brabant et lui-même
- 1983 : Pas fou comme on le pense de Jacqueline Levitin
- 1984 : Jacques et novembre de Jean Beaudry et François Bouvier
- 1985 : Quel numéro what number? de Sophie Bissonnette
- 1986 : Passiflora de Fernand Bélanger et Dagmar Gueissaz-Teufel
- 1987 : L'art de tourner en rond (1re partie) : (moyen métrage) de Maurice Bulbulian
- 1987 : Oscar Thiffault (moyen métrage) de lui-même[30]
- 1988 : L'art de tourner en rond (2e partie) : (moyen métrage) de Maurice Bulbulian
- 1988 : Le gars qui chante sua jobbe (moyen métrage) de lui-même (également producteur et scénariste)
- 1988 : L'Amour… à quel prix? de Sophie Bissonnette
- 1990 : Remous de Sylvie Van Brabant
- 1991 : Le roi du drum (moyen métrage) de lui-même[30]
- 1992 : Ceux qui ont le pas léger meurent sans laisser de traces (moyen métrage) de Bernard Émond
- 1993 : L'Indien et la mer de Maurice Bulbulian
- 1994 : Tropique nord (moyen métrage) de Jean-Daniel Lafond
- 1995 : Aube urbaine (court métrage) de Jeannine Gagné
- 1995 : Paysage sous les paupières de Lucie Lambert
- 1995 : La part de Dieu, la part du diable (moyen métrage) de Yvan Patry, Sam Grana et Danièle Lacourse
- 1995 : 9, Saint-Augustin (moyen métrage) de lui-même (également scénariste)
- 1996 : Le trésor archange de Fernand Bélanger
- 1996 : Chronique d'un génocide annoncé (série télévisée en 3 épisodes) de Danièle Lacourse & Yvan Patry
- 1997 : Seul dans mon putain d'univers de Sylvie Van Brabant
- 1997 : Chroniques de Nitinaht de Maurice Bulbulian
- 1998 : Les artisans du cinéma (série télévisée en 5 épisodes) de lui-même (également scénariste)
- 1999 : Avant le jour de Lucie Lambert
- 1999 : Le reel du mégaphone (moyen métrage) de lui-même (également scénariste)[30]
- 2001 : Suzor-Côté (moyen métrage) de lui-même (également scénariste et narrateur)[31]
- 2003 : Un toit, un violon, la lune de Carole Laganière
- 2003 : Le cabinet du docteur Ferron de Jean-Daniel Lafond
- 2004 : La Beauté du geste de Jeanne Crépeau
- 2004 : Le Père de Gracile de Lucie Lambert
- 2005 : Country de Carole Laganière
- 2006 : À force de rêves de lui-même (également scénariste)
- 2006 : Un sur mille de Jean-Claude Coudbois
- 2012 : Le Nord au cœur de lui-même (également recherchiste et scénariste)
- 2014 : Le Mystère Macpherson de lui-même (également scénariste)
- 2018 : Les lettres de ma mère de lui-même (également recherchiste, scénariste, preneur de son et narrateur)

### En tant que réalisateur
- 1976 : À Maison (court métrage) (également monteur)
- 1978 : Toul Québec sua jobbe (moyen métrage), coréalisé avec Jacques Dufresne et Robert Tremblay
- 1978 : Toute ma vie au service des riches (moyen métrage), coréalisé avec Robert Tremblay
- 1978 : Belle famille, coréalisé avec Robert Tremblay (également producteur)
- 1979 : Pow Pow té mort ou ben j'joue pu (court métrage), coréalisé avec Robert Tremblay
- 1981 : Depuis que le monde est monde, coréalisé avec Louise Dugal et Sylvie Van Brabant (également monteur)
- 1982 : Le doux partage (court métrage), coréalisé avec Sylvie Van Brabant
- 1987 : Oscar Thiffault (moyen métrage)
- 1988 : Le gars qui chante sua jobbe (moyen métrage) (également producteur et scénariste)
- 1991 : Le roi du drum (moyen métrage)
- 1995 : 9, Saint-Augustin (moyen métrage) (également scénariste)
- 1998 : Les artisans du cinéma (série télévisée en 5 épisodes) (également scénariste)
- 1999 : Le reel du mégaphone (moyen métrage) (également scénariste)
- 2001 : Suzor-Côté (moyen métrage) (également scénariste et narrateur)
- 2006 : À force de rêves (également scénariste)
- 2012 : Le Nord au cœur (également recherchiste et scénariste)
- 2014 : Le Mystère Macpherson (également scénariste)
- 2018 : Les lettres de ma mère (également recherchiste, scénariste, preneur de son et narrateur)
- 2025 : Maurice (documentaire)

## Distinctions

### Récompenses
- Rendez-vous du cinéma québécois 1988 : Prix André-Leroux de l'AQCC du meilleur moyen métrage québécois pour Oscar Thiffault[22]
- Festival de Banff 1988 : Mention honorable pour Oscar Thiffault
- Yorkton Film Festival 1988 :
  - Meilleur film sur un personnage canadien
  - Meilleur montage pour Louise Dugal avec Oscar Thiffault[32]
- Rendez-vous du Cinéma québécois 1991 : Prix André-Leroux de l'AQCC du meilleur moyen métrage québécois pour Le roi du drum[22]
- Prix Gémeaux 1993 :
  - Meilleure recherche dans la catégorie série d'information, affaires publiques, documentaires toutes catégories ou spécial d'information, pour Le roi du drum[33]
- Rendez-vous du cinéma québécois 1995 : Prix André-Leroux de l'AQCC du meilleur moyen métrage québécois pour 9, St-Augustin[34],[22]
- 2006 – Le Festival Hot Docs lui consacre une retrospective pour sa carrière remarquable, forte du cinéma direct[6]
- Prix Jutra 2007 : Meilleur documentaire pour À force de rêves
- Festival international canadien du documentaire Hot Docs 2007 : Prix spécial du jury dans la catégorie « Meilleur long métrage canadien » pour À force de rêves[35]
- 2008 – Prix du Gouverneur général en arts visuels et en arts médiatiques en reconnaissance d'une carrière artistique exceptionnelle[7]
- Prix Jutra 2015 : Meilleur long métrage documentaire pour Le Mystère Macpherson[27]
- 2021 : Prix Albert-Tessier[36]

### Nominations et sélections
- Rendez-vous du cinéma québécois 1988 : Oscar Thiffault à la soirée d'ouverture[37],[11]
- Festival du film d’Aurillac 1988 : Sélection « Compétition officielle » pour Oscar Thiffault[38]
- Festival international de cinéma de Nyon 1997 : Sélection « Compétition officielle pour Oscar Thiffault
- Prix Jutra 1999 : Meilleur long métrage documentaire pour Le reel du mégaphone
- Festival Hot Docs 1999 : Sélection pour Le reel du mégaphone
- Gala Québec Cinéma 2019 :
  - Meilleur montage pour Claude Beaugrand, Luc Boudrias et Serge Giguère dans Les lettres de ma mère
  - Meilleur son pour Catherine Legault dans Les lettres de ma mère[39]